# Leopold Greppin
Leopold Greppin (* 1854 in Delsberg, Kanton Jura; † 19. Januar 1925 in Locarno, Kanton Tessin) war ein Schweizer Psychiater und Ornithologe.

## Leben und Werk
Leopold Greppin war der Sohn des Arztes und Geologen Jean-Baptiste Greppin und studierte an der Universität Basel Medizin. 1877 wurde er dort Mitglied des Corps Alamannia. 1884 wurde er zum Dr. med. promoviert. 1888 war er zweiter Arzt an der Irrenanstalt Basel. 1892 wurde er zum Direktor der Solothurner Heil- und Versorgungsanstalt für Irre und unheilbar Kranke Rosegg in Langendorf berufen. In seine Amtszeit fielen bauliche Erweiterungen und Verbesserungen der Anstalt. 1919 war sie mit über 400 Kranken derart überbelegt, dass 1921 der Kantonsrat die Übernahme des Kurhauses Fridau in Egerkingen bewilligte, das Greppin nunmehr auch leitete.
Neben seiner psychiatrischen Tätigkeit war Greppin als Ornithologe und Naturforscher tätig. Hierbei setzte er sich insbesondere für den Naturschutz im Kanton Solothurn ein und vermachte das umfangreiche Material seiner Studien dem Naturhistorischen Museum Solothurn. Isaak Adolf Bloch würdigte ihn 20 Jahre nach seinem Tod als Vorkämpfer solothurnischer Naturschutzbestimmungen.
Greppin war mit Josefina Fanny, geborene Bloesch (1878–1966) verheiratet.

## Schriften

### Psychiatrie
- Das epileptische Irresein, Dissertation Basel 1884
- Statistischer Rückblick über die Krankenbewegung der hiesigen Irrenanstalt in den Jahren 1876 bis Ende 1886, 1887
- Über 26 Fälle von progressiver Paralyse bei Frauen: Nach einem Vortrage in der medizinischen Gesellschaft in Basel am 4. Juli 1889, 1889
- Beitrag zur Golgi'schen Färbungsmethode der nervösen Centralorgane, 1889
- Weiterer Beitrag zur Kenntniss der Golgi'schen Untersuchungsmethode des centralen Nervensystems, 1889
- Über einen Fall Huntington'scher Chorea, 1892
- Irren-Schutz und -Unterstützung: Referat gehalten an der Jahresversammlung der kantonalen gemeinnützigen Gesellschaft am 10 September 1893 in Solothurn, 1893
- Zur Darstellung der markhaltigen Nervenfasern des Grosshirns, 1909
- Naturwissenschaftliche Betrachtungen über die geistigen Fähigkeiten des Menschen und der Tiere, 1911

### Ornithologie und verwandte Themen
- Notizen über einige der in der Umgebung von Solothurn vorkommenden Vögel, 1900
- Ornithologische Beobachtungen, 1903
- Ornithologische Notizen, 1906
- Versuch eines Beitrages zur Kenntnis der geistigen Fähigkeiten unserer einheimischen Vögel und Notizen über deren Verbreitung in der Umgebung Solothurns, 1906
- Beobachtungen an Flugwild 1908-9
- Beobachtungen über die Drosseln in der Umgebung von Solothurn: Vom 1. November 1906 bis zum 31. Dezember 1909, 1910
- Über die Avifauna auf den Höhen der Weissensteinkette, 1911
- Beitrag zur Kenntnis der im Kanton Solothurn vorkommenden Fledermäuse, 1911
- Die Naturhistorische Abteilung des Museums der Stadt Solothurn: Beobachtungen über einige unserer einheimischen Vögel und Säugetiere, 1914
- Ornithologische Beobachtungen im Alpengebiet: Grindelwald und Umgebung (10.-25. Juli 1916), 1919
- Vom Waldkauz: Ein neuer Fall schwerer Augenverletzung bei einem 15jährigen Knaben, 1919
- Über das Vorkommen der Ginsterkatze (Genetta genetta vulgaris, Lessen) im Kanton Solothurn, 1919